# Leopold Wohlrab
Leopold „Poldl” Wohlrab (Bécs, 1912. március 22. – 1981. január 5.) olimpiai ezüstérmes osztrák kézilabdázó.
Részt vett az 1936. évi nyári olimpiai játékokon, amit Berlinben rendeztek. A kézilabdatornán játszott, és az osztrák válogatott tagjaként ezüstérmes lett.